# Heterosavia maculata
Heterosavia maculata là một loài thực vật có hoa trong họ Diệp hạ châu. Loài này được (Urb.) Petra Hoffm. mô tả khoa học đầu tiên năm 2008.